# 格勒迪什泰亞鄉 (伊爾福夫縣)
44°40′00″N 26°18′00″E / 44.6667°N 26.3°E
格勒迪什泰亞鄉（羅馬尼亞語：Comuna Grădiștea, Ilfov），是羅馬尼亞的鄉份，位於該國南部，由伊爾福夫縣負責管轄，面積33平方公里，海拔高度76米，2007年人口2,784，人口密度每平方公里84人。